# Lenguas nun
Las lenguas nun un grupo de lenguas, hablados por los pueblos bamun de las lenguas de los pastizales de los pastizales occidentales de Camerún. Las lenguas de este grupo son:
Bamun, Bamali, Baba, Bamenyam, Bafanji, Bangolan, Bambalang, Mungaka.
Ethnologue añade a esta lista el medumba, que otros autores clasifican dentro de las lenguas bamileké.

## Comparación léxica
Los numerales en diferentes lenguas nun son:
| GLOSA | Bamun | Bamali | Baba   | Bafanji | Bangolan | Bambalang | Mungaka   | PROTO- NUN |
| ----- | ----- | ------ | ------ | ------- | -------- | --------- | --------- | ---------- |
| '1'   | mòʔ   | mʷəʔə  | mɔ̀ʔ    | muʔu³⁵  | mɔ̀       | tɛʔi      | ɲín       | *mɔʔ(ɔ)    |
| '2'   | mbàá  | pɛt    | mbá    | piæ³⁵   | mbǎ      | paa       | íbáā      | *mbaa      |
| '3'   | tɛ́t   | tɛt    | ntí    | tii³⁵   | tét      | tre       | itɛ́t      | *tɛt       |
| '4'   | pkà   | kʷa    | kúá    | kwə³    | kpà      | kʰwɛ      | ikwà      | *kʷa       |
| '5'   | tɛ̀n   | ta     | tè     | tɑ̃ĩ⁵³   | tíjē     | tiɛ̃       | itàn      | *tan       |
| '6'   | ntú   | ntɔ    | ntíóʔó | ntou⁵   | ǹtúhù    | ntigaw    | intwúʔ    | *ntoɣo     |
| '7'   | sàmbà | kʷaʧø  | kpataɾ | kwætæ³⁵ | kpáte̙t   | kwaʧəɨ    | kwàtát    | *kʷa-tɛt   |
| '8'   | fámə́  | nəfɔː  | fómə́   | fũɔ̃⁵    | fó       | fuõ       | ifúm      | *fɔm       |
| '9'   | kóvýʔ | nəpuʔu | ʃìpó   | puʔu³⁵  | ʧɛ̀ŋɔ́ʔɔ̀   | ndipoʔu   | sʉibɔ́m    | *puʔu      |
| '10'  | ɣə́m   | nəɣu   | kòɣəm  | ɣwũ⁵³   | vwó      | wuŋ       | ɣóm / wɔm | *ɣum       |

Tanto superíndices numéricos como los acentos indican tonos.